# Taufik Abd Allah
Taufik Abd Allah, Tewfik Abdullah (arab. توفيق عبد الله, Tawfīq ʿAbd Allāh; ur. 23 czerwca 1896 roku w Kairze, zm. 1963) – egipski piłkarz, występujący na pozycji napastnika. Uczestnik Igrzysk Olimpijskich 1920.
Zawodnik wystąpił w obydwu spotkaniach, jakie reprezentacja Egiptu rozegrała na turnieju piłkarskim podczas igrzysk w 1920 roku. W tym samym roku piłkarz przeniósł się do Anglii, gdzie podpisał kontrakt z Derby County, stając się drugim w historii Egipcjaninem grającym w angielskim klubie (po Husajnie Hidżazim). W debiucie przeciwko Manchesterowi City w październiku 1920 roku zdobył jedną z bramek wygranego 3:0 spotkania. W listopadzie 1920 roku zdjęcie zawodnika pojawiło się na okładce pisma „Topical Times”. Debiutancki gol był jedynym w barwach Derby County, gdzie Abd Allah rozegrał łącznie 15 spotkań. Wśród kibiców Derby County zawodnik otrzymał przydomek „Toothpick”. W 1922 roku przeniósł się do szkockiego Cowdenbeath. Fani nowej drużyny nadali mu pseudonim „Abe”. Kolejnym klubem piłkarza stał się walijski Bridgend Town, po czym powrócił on do Anglii, by grać w Hartlepool United. Latem 1924 roku przeniósł się do Stanów Zjednoczonych i rozpoczął grę w Providence Clamdiggers, gdzie spędził trzy sezony, rozgrywając 62 spotkania i strzelając 24 bramki. Później grał w kolejnych klubach amerykańskich: Fall River Marksmen, New York Nationals i Hartford Americans. Po zakończeniu kariery piłkarskiej pracował jeszcze w USA jako trener, później prawdopodobnie powrócił do Egiptu, choć jego dalsze losy nie są do końca znane. Według niektórych źródeł w latach 1940–1944 był trenerem reprezentacji Egiptu.